# Snitch (singolo)
Snitch è un singolo discografico del rapper statunitense Obie Trice, pubblicato nel 2006. Il brano vede la partecipazione del rapper e produttore statunitense Akon ed è stato estratto dal secondo album in studio di Obie Trice, ovvero Second Round's on Me.

## Tracce

### Vinile, 12", 33 ⅓ RPM[1]
Side A
1. Snitch (clean)
2. Snitch (dirty)
3. Snitch (instrumental)
4. Snitch (acappella)

Side B
1. Snitch (clean)
2. Snitch (dirty)
3. Snitch (instrumental)
4. Snitch (acappella)

### CD[2]
Side B
1. Snitch (clean)
2. Snitch (instrumental)